# Skoków (województwo wielkopolskie)
Skoków – wieś w Polsce położona w województwie wielkopolskim, w powiecie gostyńskim, w gminie Borek Wielkopolski. Dzieli się na część Górną i starszą Dolną. Wieś jest zamieszkała przez około 200 osób, a istnieje 42 gospodarstwa rolne. Nazwa wsi pochodzi od „skoków” czyli zający,  które w przeszłości żyły masowo na obszarze na którym obecnie leży sołectwo.

## Historia
Wieś założona prawdopodobnie pod koniec XIII wieku. W roku 1394 Skoków stanowił osadę rycerską z młynem wodnym na Pogonie oraz karczmą. Po pożarze miasta Zdzieża w 1432 roku, chłopów z tamtego obszaru przeniesiono do Skokowa. Na początku XVI wiek sołectwa zostało wykupione i stało się folwarkiem pańszczyźnianym. W połowie XVII wieku, majątek należał do filipinów zdzieskich, później został włączony do ekonomii zdzieskiej, a w 1834 roku nabył go Karol Graeve. Baron ten w 1838 roku uwłaszczył chłopów i przeniósł do Skokowa Małego, które dzisiaj nazywane jest Skokówkiem.
W okresie Wielkiego Księstwa Poznańskiego (1815-1848) miejscowość należała do wsi większych w ówczesnym pruskim powiecie Krotoszyn w rejencji poznańskiej. Skoków należał do okręgu borkowskiego tego powiatu i stanowił część majątku Zdziesz, którego właścicielem był wówczas Karol Gräve. Według spisu urzędowego z 1837 roku wieś liczyła 251 mieszkańców, którzy zamieszkiwali 30 dymów (domostw).
W końcu XIX wieku wieś, podobnie jak wiele okolicznych miejscowości, doświadczyła epidemii cholery, w wyniku których zmarło wielu mieszkańców. Na pamiątkę postawiono w Skokowie Górnym krzyż. Losy mieszkańców Skokowa w czasie II wojny światowej były równie dramatyczne. W grudniu 1939 roku, hitlerowcy zdecydowali o wywłaszczeniu wsi, a ci, którzy nie opuścili swoich gospodarstw, zapłacili za to życiem. Maria Adamska została ścięta gilotyną w Gostyniu, Stanisław Adamski rozstrzelany na rynku w Gostyniu, a Michała Szymurka Niemcy rozstrzelali na jego własnym podwórku. Józef Andrzejczak zginął w obozie koncentracyjnym, a Wojciech Pachurka został rozstrzelany na lubelszczyźnie za ukrywanie Żydów.
W latach 1975–1998 miejscowość położona była w województwie leszczyńskim.